# Вільгельміна Баденська
Вільгельміна Луїза Баденська (нім. Wilhelmine Luise von Baden Wilhelmine Luise von Baden; 21 вересня 1788, Карлсруе — 27 січня 1836, Розенхьое) — мати імператриці Марії Олександрівни (жінки Олександра II), дружина Людвіга II Гессенського, велика герцогиня Гессенська і Прирейнська.

## Біографія

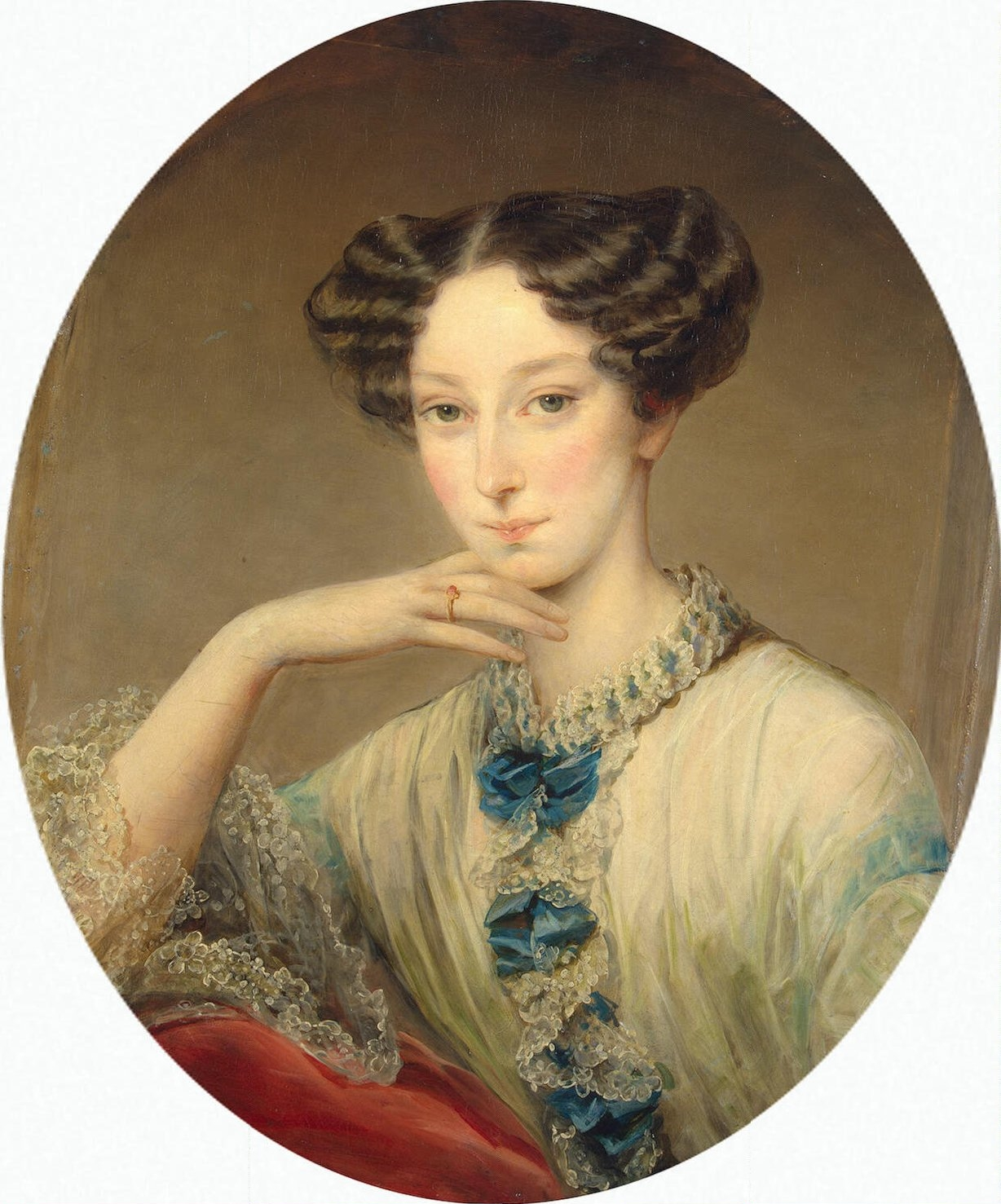
Дочка — імператриця Марія Олександрівна

Народилася молодшою дочкою у сім'ї Карла Людвіга, спадкоємця принца Баденського і Амалії Гессен-Дармштадтської. Її старша сестра Єлизавета стала дружиною імператора Олександра I. Саму ж Вільгельміну видали заміж 19 червня 1804 року за її кузена, рідного племінника її матері, спадкоємця принца Гессенського Людвіга, який був набагато старшим за неї і успадкував титул великого герцога у 1830 році.
Близько 1820 року подружжя стало жити окремо. У 1820 році Вільгельміна придбала маєток Гайлігенберг, де поселилась зі своїм камергером, бароном Августом фон Сенарклен де Грансі (August von Senarclens de Grancy).
Людвіг, чоловік Вільгельміни, під тиском брата і сестер Вільгельміни (великого герцога Баденського, Імператриці Росії Єлизавети Олексіївни, королев Баварії, Швеції і герцогині Брауншвейгської), офіційно визнав цих дітей.

## Родина
Чоловік — Людвіг II Гессенський
Діти:
- Людвіг (1806—1877)
- мертвонароджений син (1807)
- Карл (1809—1877)
- Єлизавета (1821—1826)
- мертвонароджена дочка (1822)
- Олександр (1823—1888) — служив при російському дворі, став дідом королеви Іспанії Вікторії, дружини Альфонсо XIII, королеви Швеції Луїзи, дружини Густава VI Адольфа і прадідом Філіпа Единбургського, чоловіка англійської королеви Єлизавети II.
- Марія (1824—1880) — дружина російського імператора Олександра II